# Histoire des Juifs en Turquie

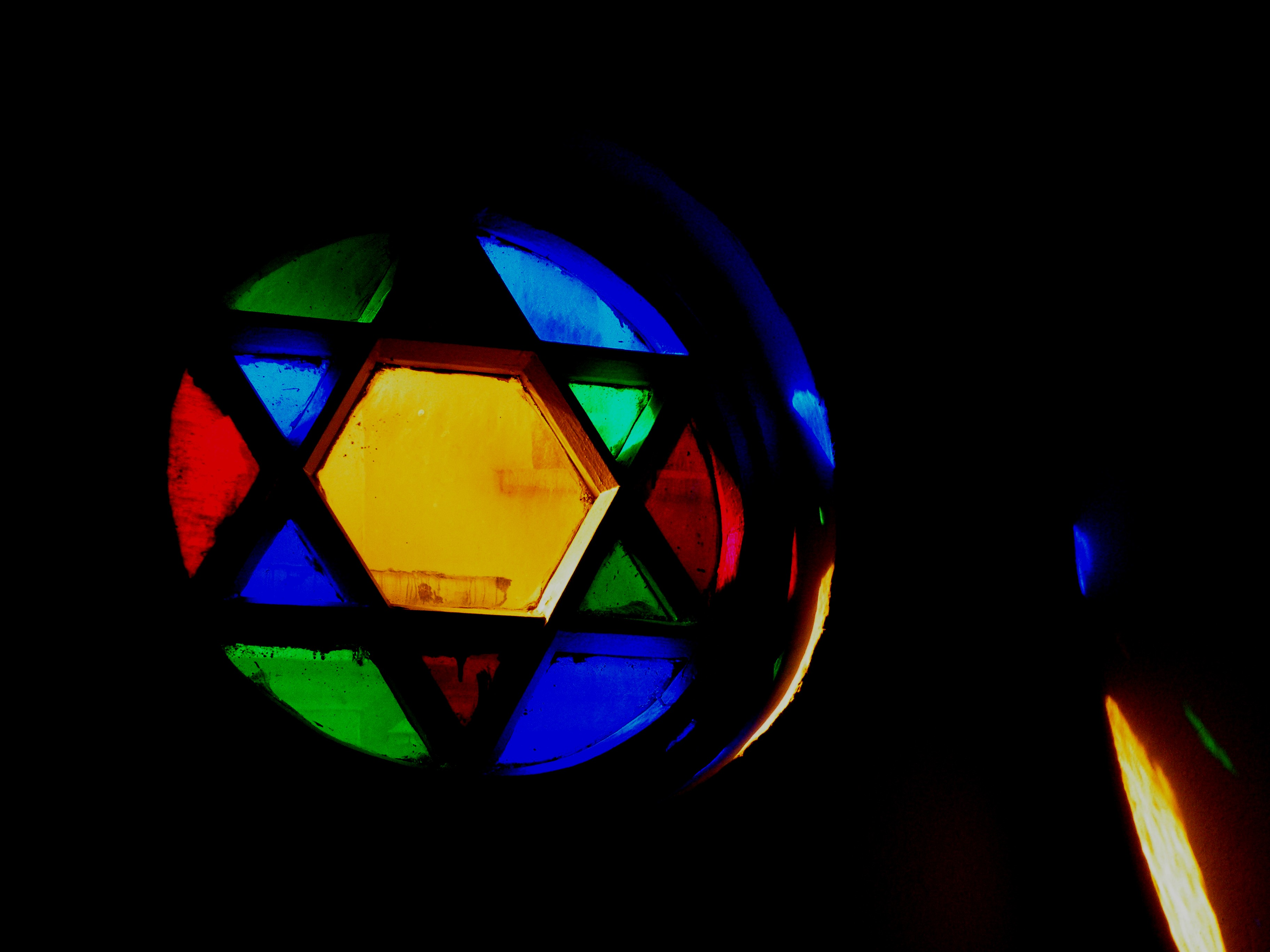
Vitrail de l'étoile de David sur le mur ouest de la synagogue ashkénaze Schneider à Istanbul, anciennement atelier de tailleur, transformée en galerie d'art en 2001.

L’histoire des Juifs en Turquie ou, plus précisément, dans le territoire turc actuel, remonte à l'Antiquité. On compte en 2016 15 500 Juifs en Turquie. Leur nombre a depuis baissé, certains ayant quitté la Turquie en raison des purges massives depuis 2016.

## Une longue histoire

Costumes de Juifs de Brousse (vilayet de Hudavendighiar), 1873

Les Juifs ont habité le territoire de l'actuelle Turquie dès le IVe siècle av. J.-C. : ils sont appelés Mizrahites ou Mizrahim, c'est-à-dire « orientaux », ou Romaniotes, en référence à l'Empire romain où ils vivaient dans l'Antiquité classique et durant la période byzantine. Non loin de Smyrne, en Lydie, se trouvent les ruines de la synagogue de Sardes, une des plus grandes de l'Antiquité.

Les Juifs d'Anatolie et de la Péninsule Ibérique musulmane ont joué un rôle important dans la transmission du savoir antique : ainsi, l'empereur Romain Ier Lécapène (870-948) envoie bibliothèques et traducteurs à Hasdaï ibn Shaprut, ministre du calife de Cordoue, Abd al-Rahman III, d'où ce savoir diffusera, par des lettrés comme Gerbert d'Aurillac, à l'Occident chrétien,,. La plupart de ces traducteurs (en arabe tourdjoumân ou turǧumān (ترجمان qui a donné en français « truchement » et se trouve à l'origine du patronyme Tordjman) étaient juifs, avec des patronymes comme Calonymos, Chryssologos, Margolis, Mellinis, Siffrès…. Un voyageur français du XVIe siècle remarque que les Juifs parlent tous ordinairement quatre ou cinq langues et certains d'entre eux, jusqu'à douze langues différentes.

Au XVIe siècle, les communautés juives de l'Empire ottoman rayonnent sur tout le Levant.

Au XIVe siècle, la population juive de Constantinople représente 10 % des habitants. En 1453, la ville est conquise par l'Empire ottoman, qui en fait sa capitale. Au XVIe siècle, de nombreux Juifs se réfugient dans l'Empire ottoman à la suite de l'expulsion des Juifs d'Espagne par Isabelle la Catholique. Ils auraient été 120 000 à quitter l'Espagne dont 90 000 à être accueillis dans l'Empire ottoman par le sultan Bayezid II. Ce sont les Séfarades, c'est-à-dire espagnols, qui assimilent progressivement les Romaniotes (lesquels passent ainsi, du Talmud de Jérusalem, à celui de Babylone). À partir du XVe siècle, arrivent également des populations ashkénazes, c'est-à-dire allemandes (en fait, des Juifs d'Occident), dont fait partie le rabbin Yitzhak Sarfati (en) (ou Isaac Zarfati, patronyme qui signifie « français ») qui fut grand-rabbin d'Edirne. 

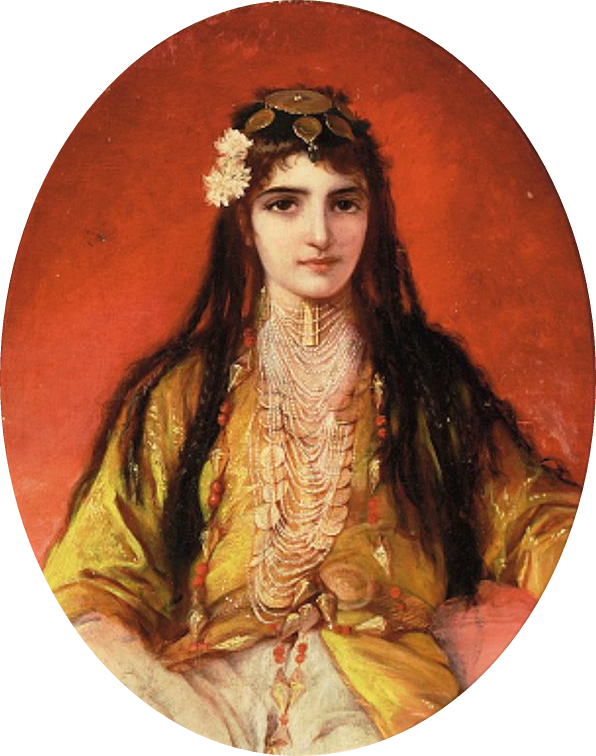
Zarina, femme juive de Smyrne (av. 1881)

Ancienne localisation de communautés juives en Anatolie

Les pogroms des cosaques sur les marges occidentales de l'Empire russe provoquent aussi des vagues d'immigration ashkénaze dans l'Empire ottoman, notamment vers Salonique et Istanbul. 
Sabbataï Tsevi fut considéré par ses partisans, les Sabbatéens, comme le messie mais ces derniers passèrent finalement à l'islam. Leurs descendants sont les Dönme.  
Au XVIe siècle, Joseph Nassi est le premier gouverneur juif en Turquie comme Seigneur de Tibériade. À cette époque, le voyageur français Pierre Belon remarque que les Juifs doivent porter un turban jaune alors que celui des Turcs est blanc. 
La Famille Camondo, initialement chassée d'Espagne pendant l'Inquisition, participe activement à la modernisation du système bancaire turc ottoman. Elle a pour patriarche Abraham Salomon Camondo, né à Constantinople, au XVIIIe siècle, dont la tombe se trouve au cimetière juif de Hasköy. 
Voir : Banque de Constantinople (1847-1852), dette publique ottomane (en), Banque ottomane (1856-2001), Banque de Salonique (en) (1886, famille Allatini), Moïse Allatini (1809-1882)...

### À Istanbul

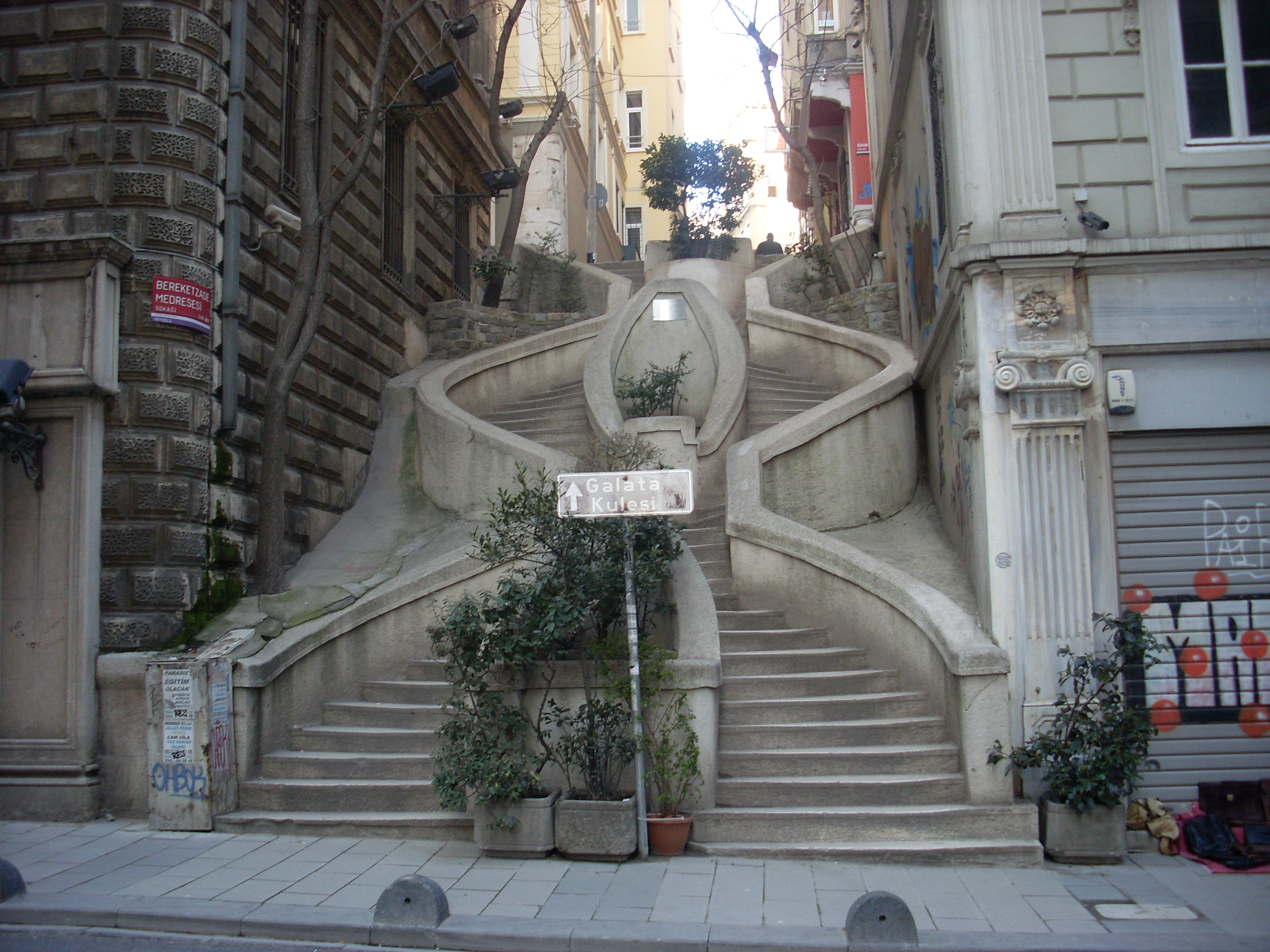
Escaliers Camondo à Istanbul

Dans la capitale, l'histoire des Juifs se construit essentiellement dans les quartiers de Galata et Hasköy. 
Non loin des « escaliers de Camondo », de style art-nouveau (situés dans la rue des Banques / Bankalar caddesi de Karaköy), se trouve la synagogue ashkénaze Schneider qui cesse de fonctionner en 1964, anciennement atelier de tailleur, dont la transformation en galerie d'art en 2001 est financée par la communauté ashkénaze. La synagogue Neve Shalom est fondée en 1951 et bien qu'ayant été la cible de plusieurs attentats, reste en fonctionnement partiel de nos jours. Seule la synagogue ashkénaze sert à une minorité de Juifs d'origine ashkénaze.
C'est également à Istanbul que se trouve l'actuel musée juif, inauguré en 2001.

### Hakham Bachi

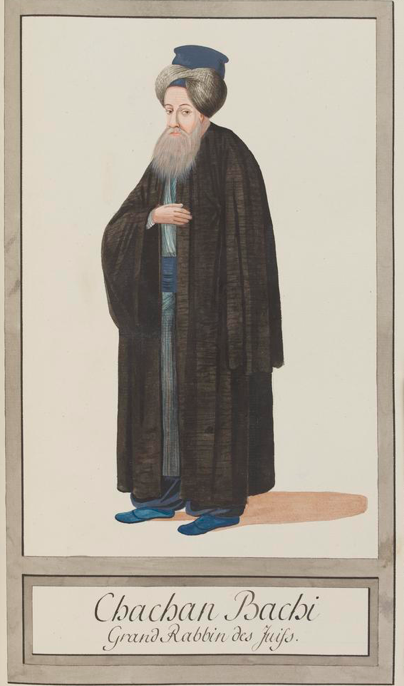
Haham başı, Grand-rabbin d'Istanbul (v. 1790)

Il y avait à Constantinople (Istanbul) un Hakham Bachi, en turc ottoman خاخام باشی : Hahambaşı, en hébreu חכם באשי, de חכם hakham ("sage" en hébreu) et de باش baş ("tête" en turc) qui était le chef religieux de tous les Juifs de l'Empire, et en outre chaque communauté importante (géographique ou traditionnelle, comme les Juifs Mizrahim d'Égypte et d'Irak, les Romaniotes ou les Séfarades) avait son propre Hakham Bachi particulier. 

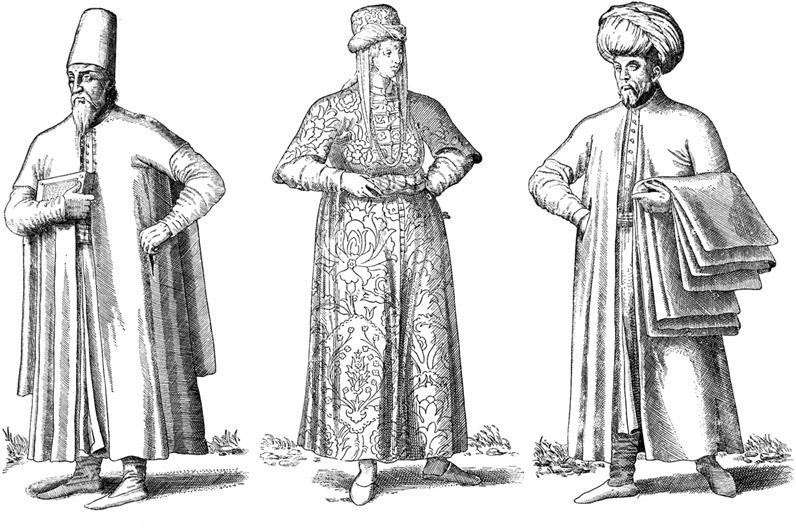
Juifs turcs, v. 1900

Une exception notable fut la puissante communauté juive de Salonique dont la direction générale était confiée à un groupe de rabbins choisis par les multiples communautés. Cette institution fut cependant abolie à la fin du XIXe siècle et les communautés de Salonique entrèrent dans le cadre classique des Hakham Bachi.
En 1889, Makhlouf Eldaoudi devient Hakham Bachi (chef religieux des communautés séfarades).

### Positionnement

Boulanger posant devant sa « boulangerie américaine » indiquée en arménien, ladino (caractères hébraïques), anglais, turc, grec et russe, à Ortaköy, Istanbul (1922)

Durant le XXe siècle, quelques Juifs turcs comme Emmanuel Carasso rejoignent le mouvement des Jeunes Turcs, mais beaucoup d'autres, craignant les crispations nationalistes et constatant la montée consécutive de l'antisémitisme, préfèrent émigrer et s'installer en France où ils s'implantent principalement à Paris dans les 9e, 10e et 11e arrondissements.

## Pendant la Seconde Guerre mondiale
Pendant la Seconde Guerre mondiale, la Turquie est neutre. Elle refuse de livrer à l'Allemagne nazie les Juifs qui ont trouvé refuge sur son territoire, mais elle doit aussi faire face aux pressions exercées par le Royaume-Uni pour empêcher les Juifs d'aller en terre d'Israël, où les Britanniques cherchent à apaiser les Arabes de Palestine mandataire. 
Le 16 décembre 1941, le Struma, bateau sous pavillon panaméen, affrété par une compagnie grecque et rempli de plus de 750 réfugiés juifs fuyant la Roumanie et la Bulgarie, arrive à Büyükdere près d'Istanbul où seule une femme sur le point d'accoucher, huit passagers ayant déjà des visas britanniques pour la Palestine et 28 enfants sont autorisés à débarquer. Les autres, considérés par le consulat britannique comme « citoyens de pays ennemis » se voient refuser les visas. Le navire n'ayant plus ni chauffage, ni eau courante, est mis en quarantaine ; les associations juives de la ville ravitaillent les passagers. Le 23 février 1942 la marine turque remorque le Struma (dont les occupants avaient saboté la machine pour l'empêcher de repartir) en mer Noire à deux kilomètres de la côte turque où le sous-marin soviétique SC 213 le torpille le lendemain : en l'absence de secours, l'équipage et tous les passagers sauf un, sont noyés.

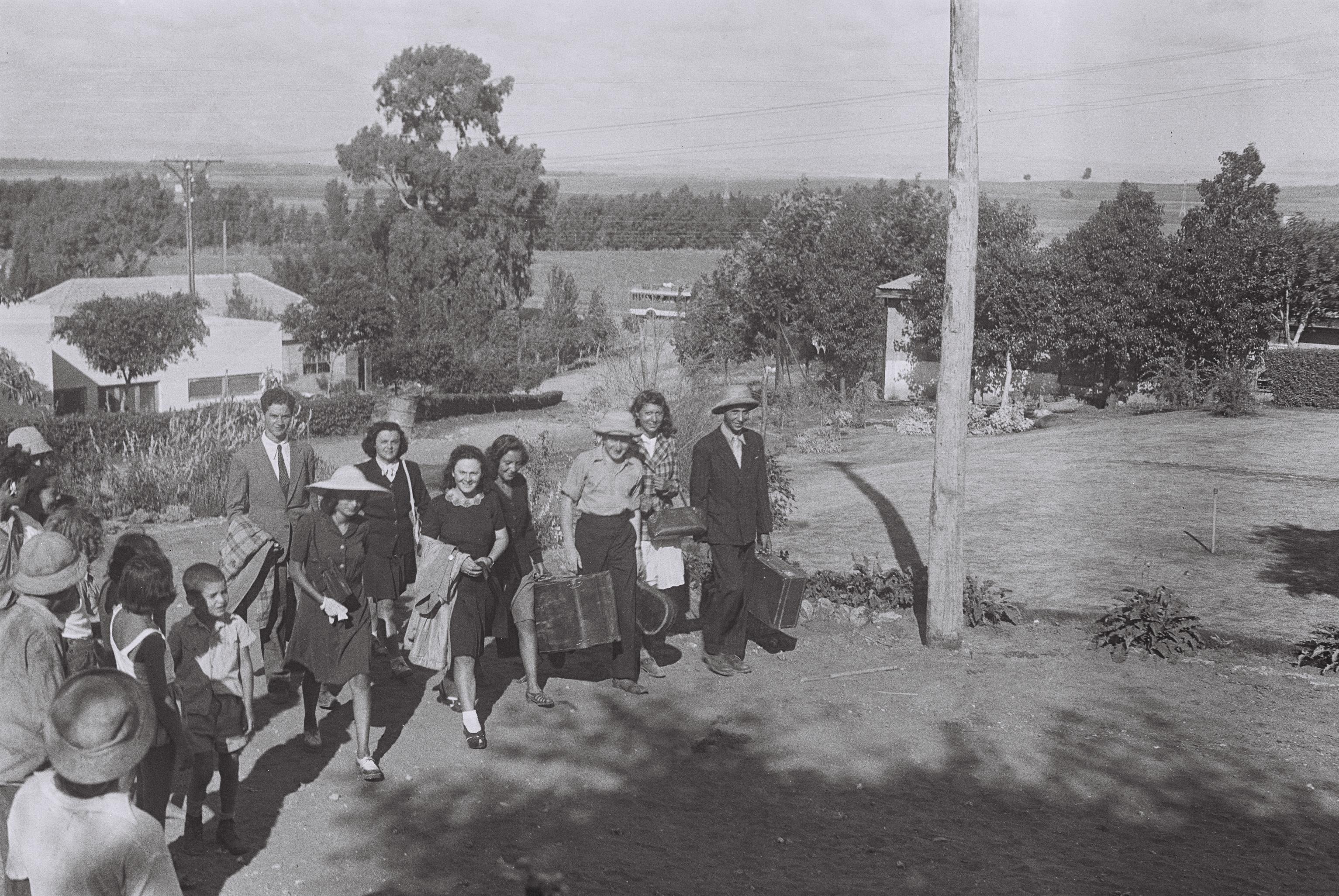
Groupe de nouveaux immigrants venus de Turquie, arrivant au kibboutz Maabarot, 1943

À la suite de cette tragédie, les autorités autoriseront les réfugiés juifs à rester « en transit » sur le sol turc et la Turquie devint une plaque tournante du sauvetage des Juifs, ce qui n'empêche pas la tragédie du navire Mefküre de même nature que celle du Struma. 
C'est à Istanbul que Joel Brand négocie avec les Allemands dans l'espoir de sauver les Juifs hongrois. À Çesme et à Izmir, Moshé Agami chargé au sein du Mossad de l'émigration, organise, en lien avec les résistants grecs de l'ELAS, les services secrets britanniques et des diplomates grecs, le sauvetage de 3000 juifs grecs.
En 1942, le gouvernement turc met en place le Varlık Vergisi, impôt sur la fortune uniquement pour les non-musulmans, qui signifie pour beaucoup d'entre eux, Juifs ou non, la liquidation de leur(s) entreprise(s) et de leurs biens personnels. Et pour ceux qui ne sont pas en mesure de payer, les « insovables », la déportation, en partie dans les camps d'Aşkale, province d'Erzurum.

## Depuis 1945

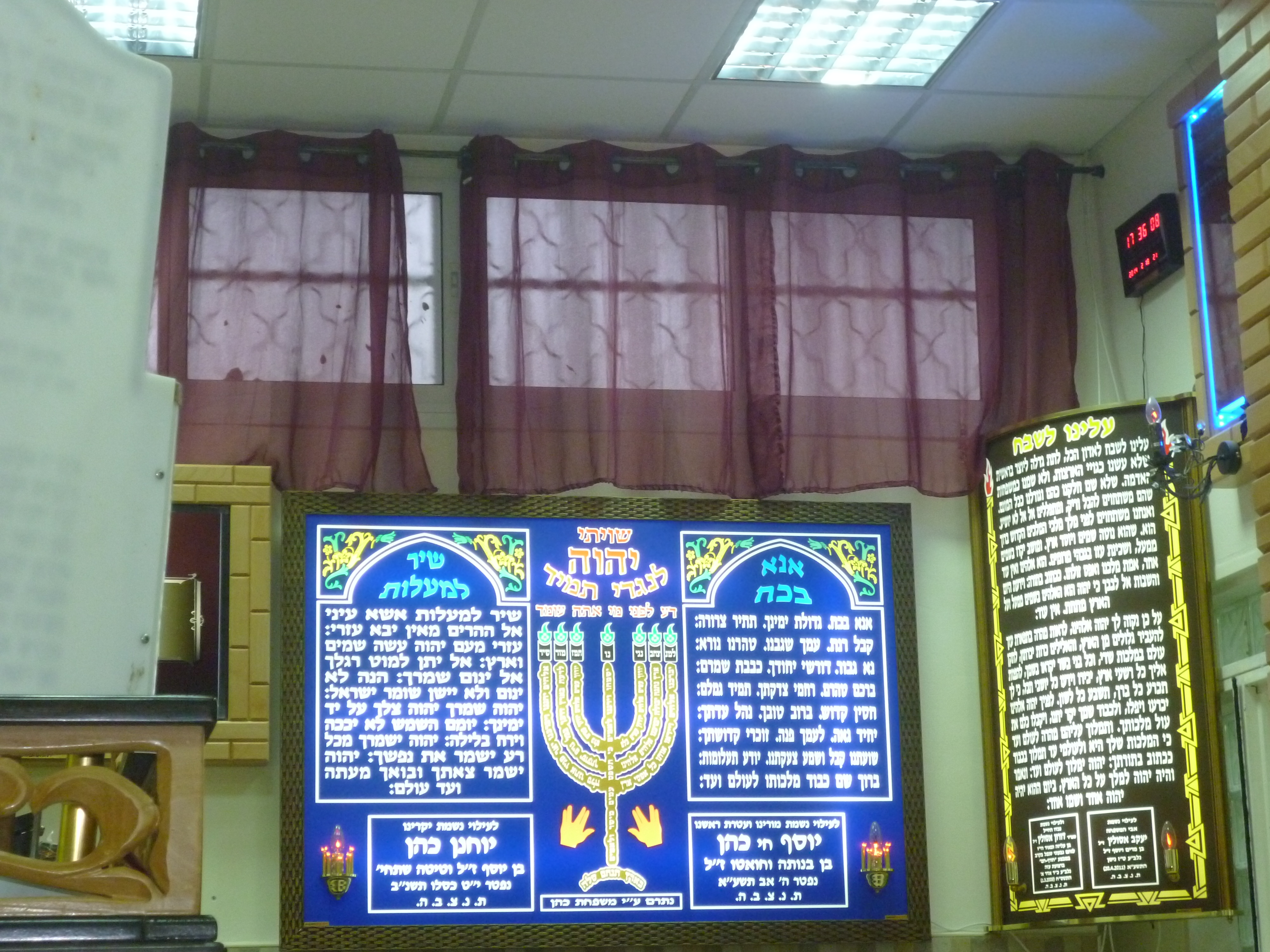
Synagogue pour les émigrés turcs, Beer Sheva (Israël)

En 1948-1949, entre 30 000 à 40 000 Juifs turcs émigrent vers le tout nouvel État d'Israël. La majorité d'entre eux sortaient des camps d'Aşkale.
En 1951, la synagogue Neve Şalom est construite à Istanbul. Elle est victime de trois attentats en 1986, 1997 et 2003 mais des cérémonies y sont toujours célébrées. 

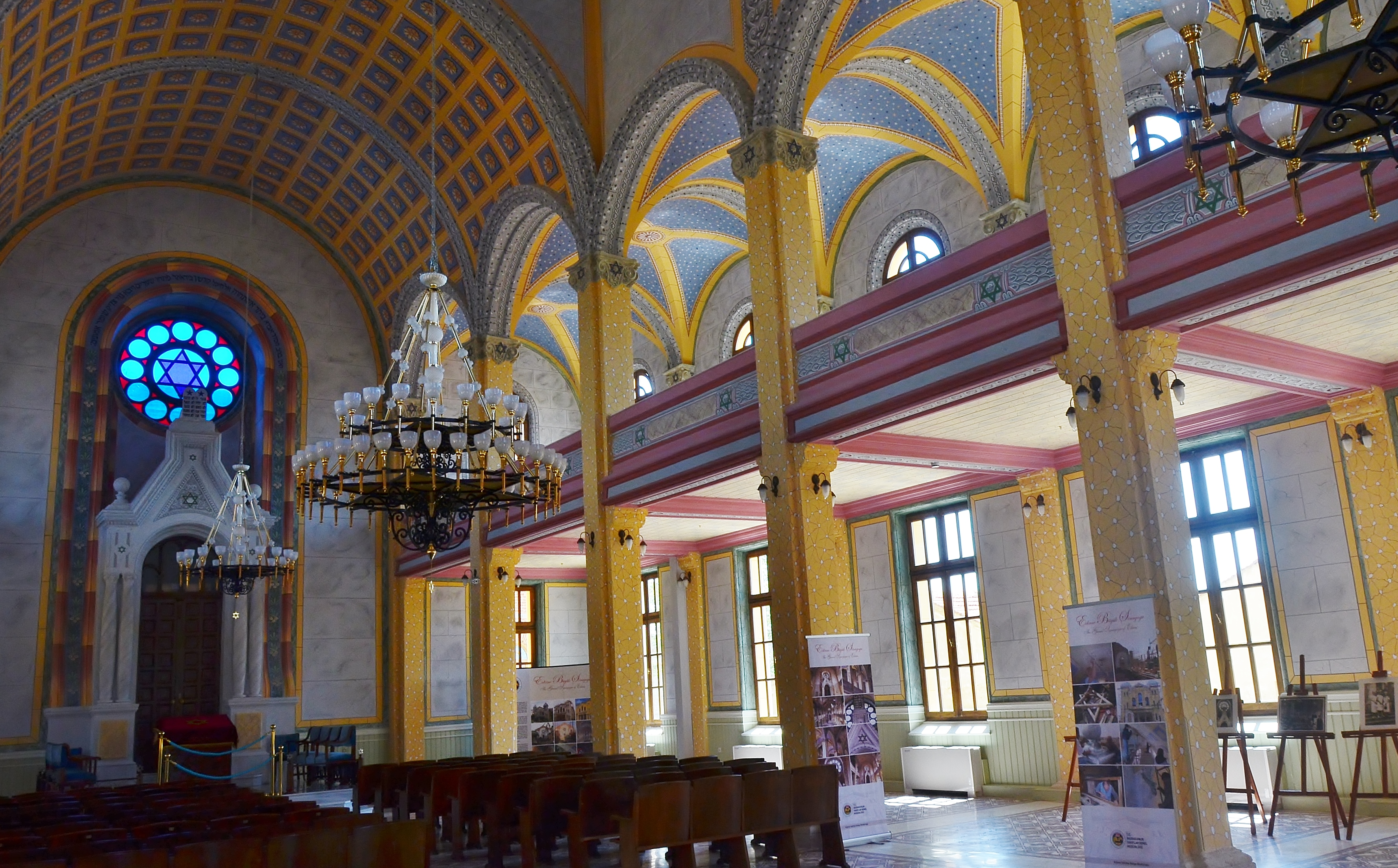
Grande synagogue d'Edirne (Turquie)

En 2015, la (en) Grande Synagogue séfarade d'Edirne, alias synagogue d'Andrinople (en hébreu : Kal Kadosh ha-Gadol, en turc : Edirne Büyük Sinagogue) de style néo-mauresque, est restaurée par les autorités et ouverte à la prière.
De nos jours, il reste une vingtaine de synagogues en activité mais de nombreux lieux de culte sont laissés à l'abandon.
Selon les statistiques israéliennes, une centaine d'immigrés quittent chaque année la Turquie pour Israël depuis les années 1980.

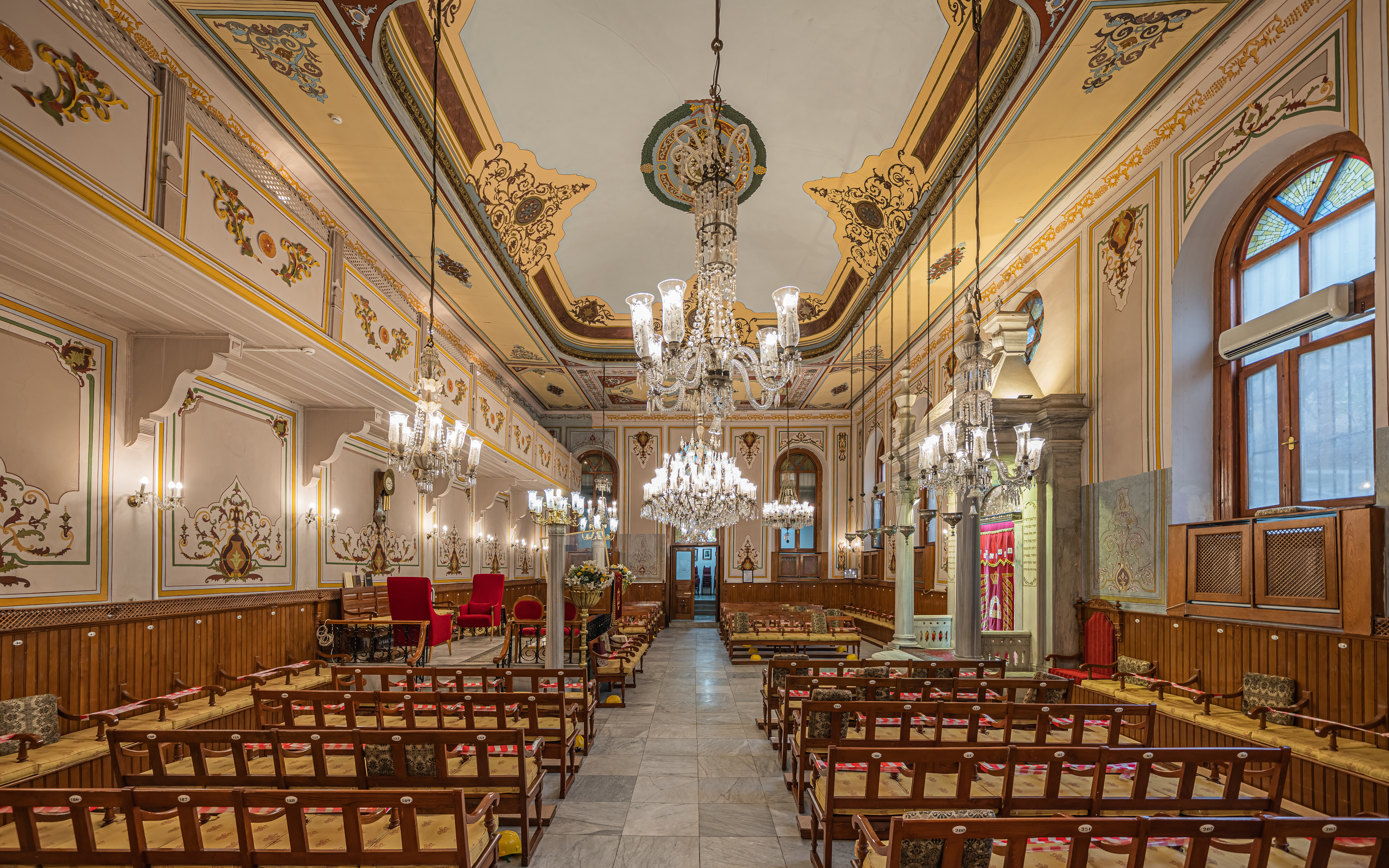
Synagogue Hemdat Israel à Istanbul

Près de 10 000 Turcs de confession juive auraient quitté le pays depuis l'arrivée au pouvoir de l'AKP en 2002, par crainte de la montée de l'islamisme militant.[réf. nécessaire]
 (décembre 2022).
De nombreux responsables de l'AKP tiennent occasionnellement un discours antisémite, attribuant aux Juifs notamment des crimes contre les musulmans, les difficultés économiques ou les mouvements de protestation contre le président Erdogan. Celui-ci maintient le message complotiste contre les Juifs selon lequel ils seraient « riches » et « dirigeraient le monde ». Dans la Turquie actuelle, « Les citoyens juifs de Turquie sont considérés comme étant responsables de chaque politique israélienne ou comme s'ils avaient une influence sur les processus de prise de décision » ; l'antisémitisme et l'antisionisme persistent.
Selon une étude de MEMRI publiée en 2015, les publications antisémites viennent principalement des groupes islamistes et pro-AKP.
Les séfarades représentent de nos jours la majorité des Juifs de Turquie, dont « une petite minorité, d'environ 5 %, suit fidèlement les règles religieuses » du judaïsme.
Depuis 2014 ou 2015, il est possible aux descendants des Juifs expulsés d'Espagne ou du Portugal de demander la nationalité de ces pays. Beaucoup de Juifs turcs font cette demande face à la violence et aux menaces des autorités turques,.

## Personnalités contemporaines
- Dario Moreno (1921-1968), chanteur, musicien et acteur.
- Esther Benbassa, universitaire et femme politique franco-turco-israélienne.
- Can Bonomo, représentant de la Turquie à l'Eurovision 2012.
- Seza Paker, une artiste contemporaine turque.
- Metin Arditi, écrivain ayant publié la fiction Rachel et les siens (2020).

## Galerie

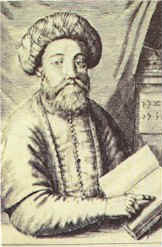
Sabbataï Tsevi.
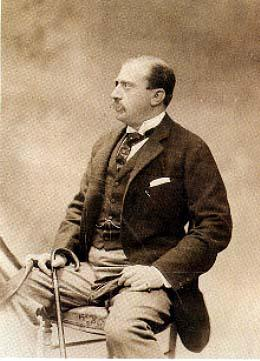
Moïse de Camondo, collectionneur philanthrope.
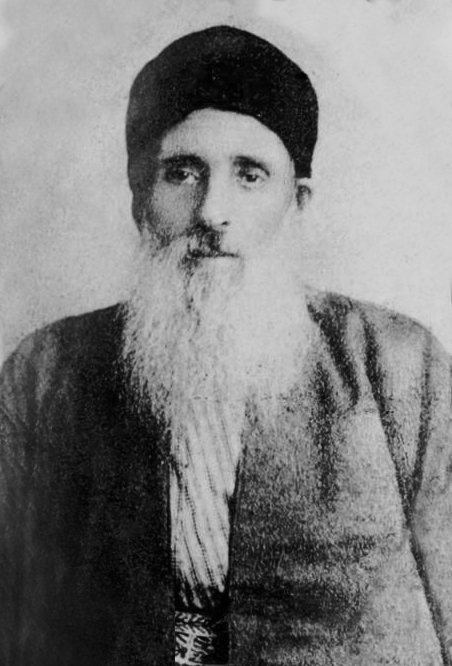
Makhlouf Eldaoudi, Hakham Bachi.
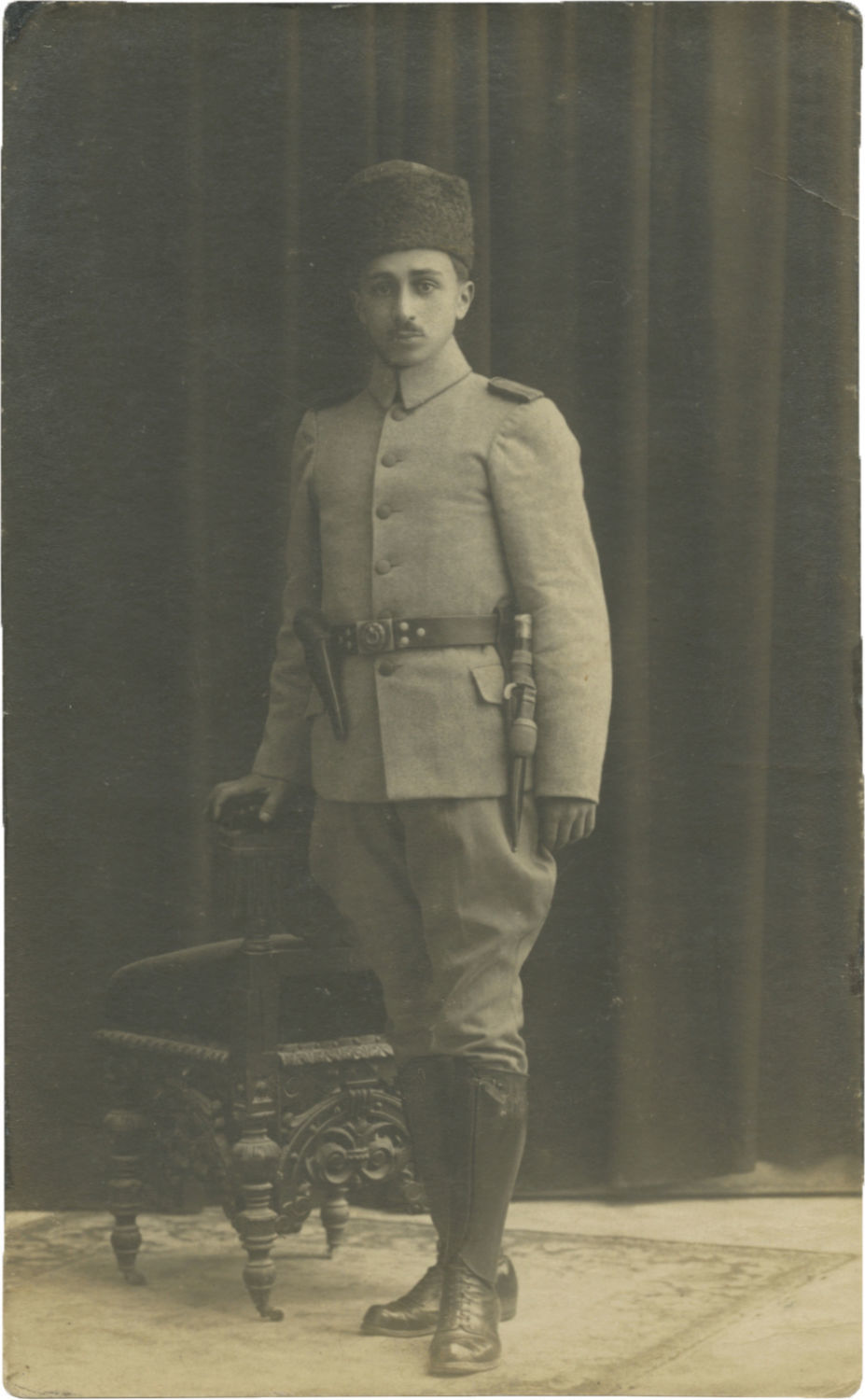
Khalil Raad, officier juif de l'armée turque, 1917
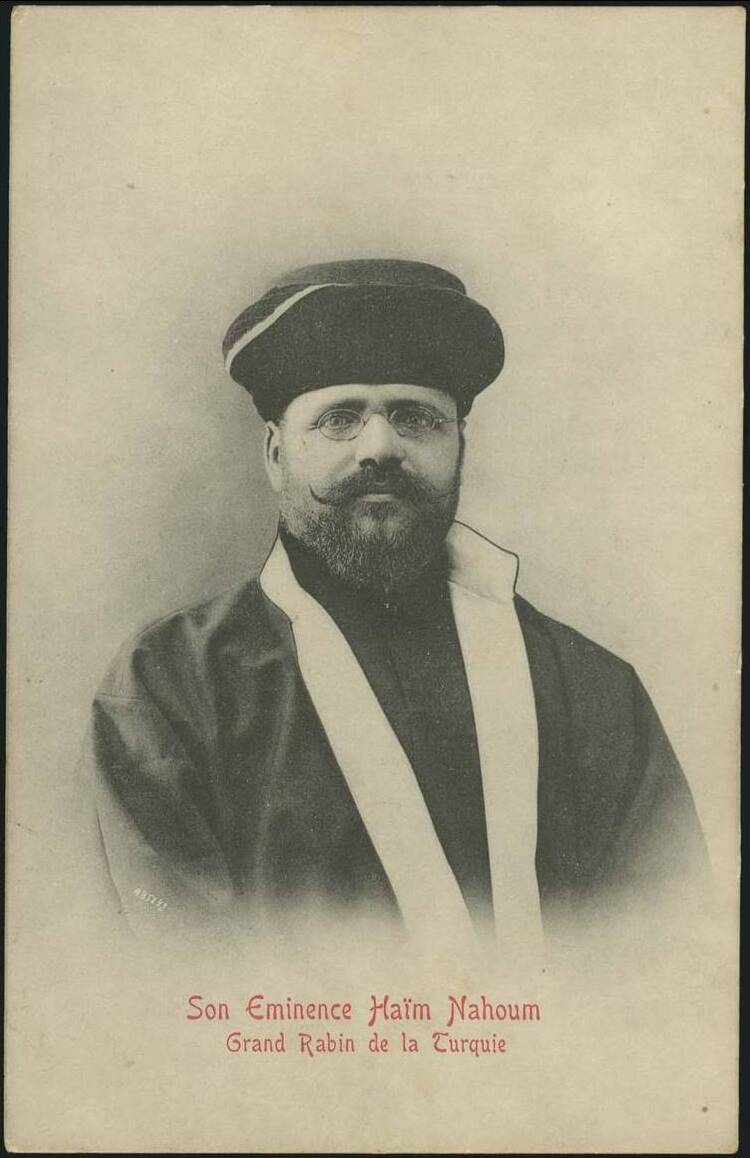
Chaim Nahum, Hakham Bachi, érudit et linguiste.
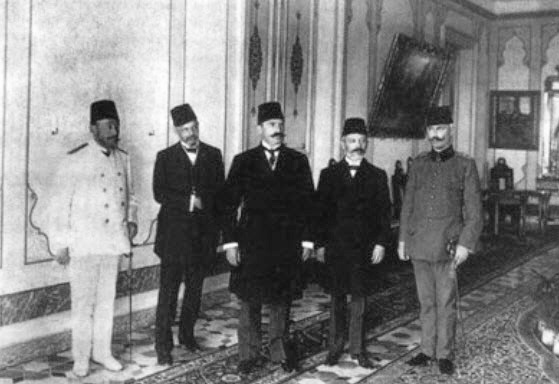
Emmanuel Carasso, juriste, en délégation auprès d'Abdul Hamid II.
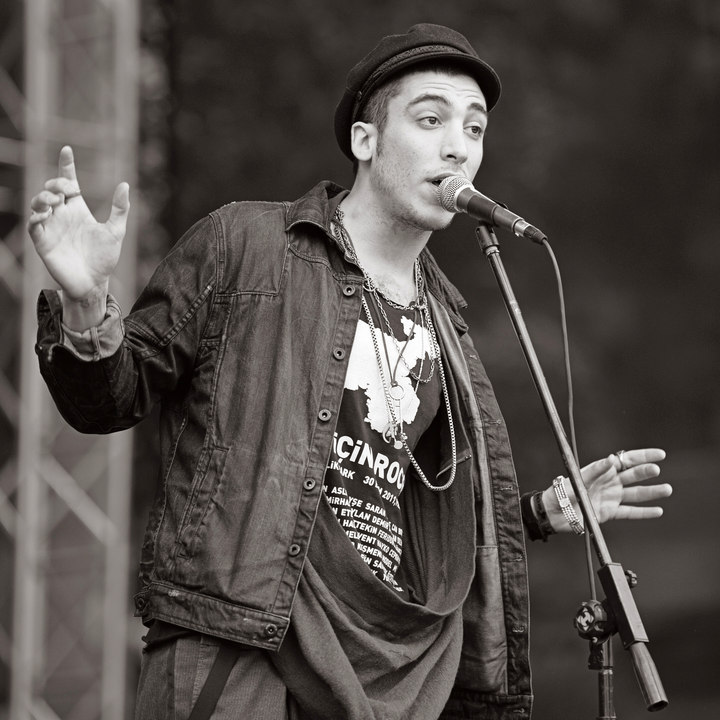
Can Bonomo, chanteur.